# Muddy Brook (dopływ East Branch Croton River)
Muddy Brook – rzeka w Stanach Zjednoczonych, w stanie Nowy Jork, w hrabstwie Putnam. Jest dopływem East Branch Croton River. Zarówno długość cieku, jak i powierzchnia zlewni nie zostały oszacowane przez USGS.